# التعرف على الأوردة

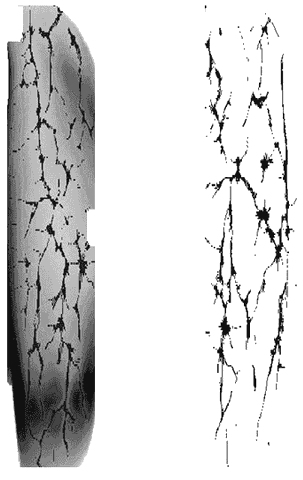
استخراج البصمة البيومترية للجهاز الوريدي للإصبع

التعرف على الأوردة هي تقنية مقاييس حيوية تجعل من الممكن التعرف على الشخص من خلال ملاحظة بصمته المستخرجة من نظامه الوريدي ، غالبًا من الإصبع أو راحة اليد .

## الأوردة والشبكة الوريدية
في علم التشريح ، الوريد هو وعاء دموي ينقل الدم من الأعضاء إلى القلب.
الجهاز الوريدي مسؤول عن نقل الدم الفقير بالأكسجين، من الجسم إلى القلب ثم إلى الرئتين. تجمع العديد من الأوعية الصغيرة، والشعيرات الدموية، والأوردة الدم المستخدم الفقير بالأكسجين من جميع أجزاء الجسم وتوصيله إلى الأوردة لضمان عودته إلى القلب. يعود حوالي 7000 لتر من الدم إلى القلب يوميًا عبر نظامنا الوريدي 

## تاريخي
التعرف على شبكة الأوردة هو بلا شك أحدث تقنيات القياسات الحيوية . في عام 2006 ظهرت المقالات الصحفية الأولى لتسليط الضوء على بحث العلماء اليابانيين في التعرف وتطوير القياسات الحيوية، فوجيتسو وهيتاشي,.
تظهر العديد من تقنيات التعرف على الوريد من:
- من كف اليد [5] ،
- من الرسغ [6] ،
- ومؤخرا من الاصبع.[7]

في عام 2018 أظهرت تطورات البصمة الوريدية ثنائية الأبعاد حدودها. قد قام اثنان من الهاكر الألمان بنشر العيوب الخاصة بهذه آلتكنولوجية  علنا. منذ عام 2016 ، عمل العلماء السويسريون الذين توقعوا هذا العيب على تقنية أكثر أمانًا تعتمد على تكوين بصمة عن الشبكة الوريدية ثلاثية الأبعاد.
في مايو 2019 ، تم إصدار أول ماسح ضوئي للتعرف على القياسات الحيوية من الأوردة الممسوحة ضوئيًا ثلاثي الأبعاد في حرم لوزان الجامعي في EPFL Innovation Park,.
في سبتمبر 2019 ، تحدثت وسائل الإعلام عن مستقبل أكثر أمانًا بدون كلمة مرور.
في أبريل 2020 ، يقوم IDIAP ، وهو أحد ثلاثة مراكز لإصدار الشهادات البيومترية في العالم، بتطوير ماسح ضوئي للتعرف على الوريد غير التلامسي.

## التقاط صورة الوريد

### الماسح

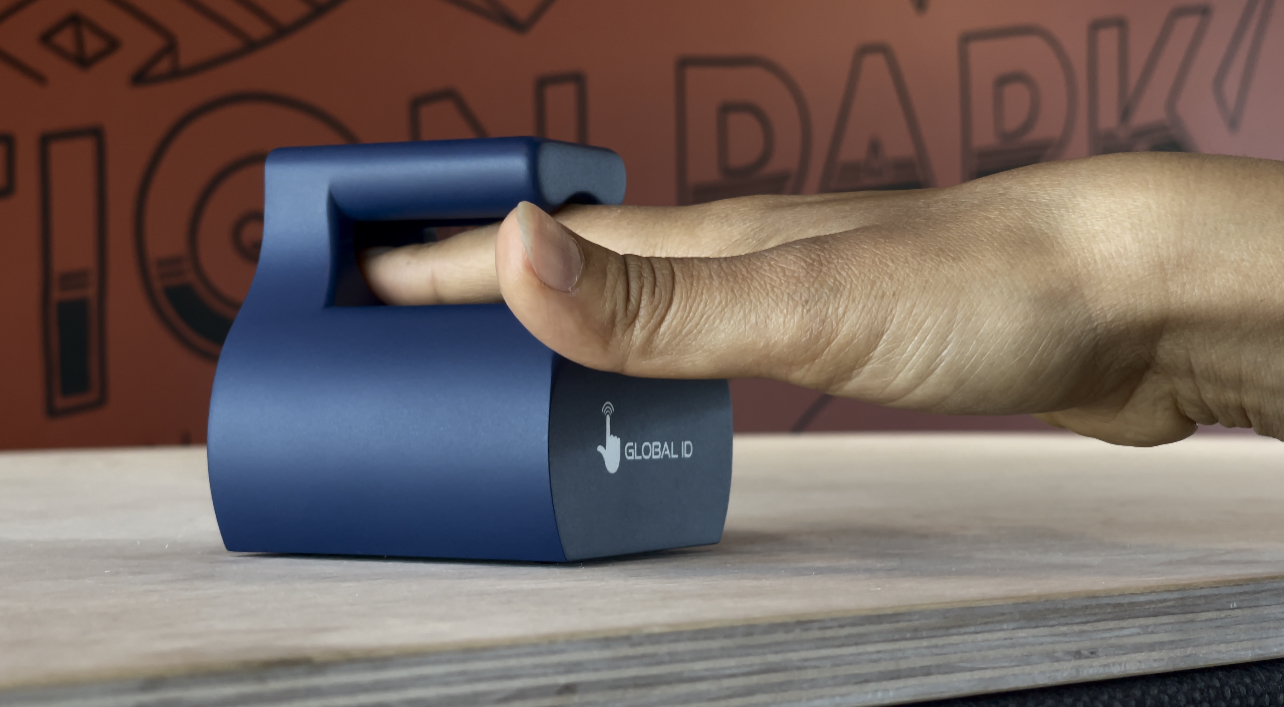
ماسح ضوئي ثلاثي الأبعاد للتعرف على الوريد

يتيح الماسح تصوير البصمة الوريدية للإصبع أو الرسغ أو راحة اليد.
يتيح الضوء المكون من مصابيح LED إمكانية تحديد الشبكة الوريدية عند وضع جزء اليد على الماسح أو فوقه.
ينتج عن هذا، صورة للشبكة الوريدية، وهي شبكة فريدة لكل شخص.

### صحة
تعمل الإصدارات الجديدة من الماسحات الضوئية الغير  تلامسية على طمأنة المستخدمين في البيئات الطبية. في حالة حدوث وباء ، مثل وباء Covid19 ، ينمو الإحتياج لهذا الطلب في السوق لأنه يجمع بين أمان البيانات والأمن الفردي,.
قام الاتحاد السويسري بدعم التطور في هذا المجال بمليون فرانك سويسري.

### الأمن
يعتبر التعرف على الوريد الأكثر أمانًا. من الصعب التلاعب بها مقارنتا بأي تقنية أخرى.
يتم تعزيز الأمن بشكل أكبر من خلال التقاط الصور ثم تشفيرها من طرف إلى طرف,.

### أخلاق مهنية
في وقت مبكر من عام 2009 ، حددت CNIL ، بعض عمل عدة إختبارات على تقنية التعرف على القياسات الحيوية من بصمة الوريد، أن هذا النوع من التسجيل في قاعدة البيانات يحتوي على مخاطر أقل من بصمات الأصابع.
تتم عملية التعرف على الأوردة من خلال الحصول على بصمة  خفية تتم بعد  موافقة المستخدم. لا يمكن سرقة بصمة الوريد بسهولة دون علم صاحبها على عكس الأنواع الأخرى من القياسات الحيوية,.

## التنفيذ
في عام 2018 ، قامت شرطة سانت غالن بدمج نظام التعرف على الوريد، والذي يعتبر، وفقًا للمتحدث باسم الشرطة، أكثر موثوقية من تقنيات القياسات الحيوية الأخرى. أكثر أمانًا 10 مرات من التعرف على قزحية العين، 100 مرة أكثر أمانًا من بصمات الأصابع و 1000 مرة أكثر أمانًا من التعرف على الوجه.
في عام 2019 ، نجح مستشفى جورا في ديلمونت في اختبار تحديد الهوية عن طريق التعرف على الوريد بهدف الاستجابة للإلزام من الاتحاد السويسري وهو تعزيز الأمن من خلال المصادقة الثنائية, ,.
في عام 2021 ، تقدم أمازون نظام الدفع الجديد الخاص بها من خلال التعرف على الوريد.

## مذكرات ومراجع
قالب:Crédit d'auteurs
1. ↑  "Différent types de vaisseaux". https://www.universalis.fr. مؤرشف من الأصل في 2021-05-11. {{استشهاد ويب}}: روابط خارجية في |موقع= (مساعدة)
2. ↑  "Veines". https://tcs-mymed.ch. 2021. مؤرشف من الأصل في 2021-05-13. {{استشهاد ويب}}: روابط خارجية في |موقع= (مساعدة)
3. 1 2  "Le réseau veineux". http://www.linternaute.com. juillet 2006. مؤرشف من الأصل في 13 مايو 2021. {{استشهاد ويب}}: تحقق من التاريخ في: |تاريخ= (مساعدة) وروابط خارجية في |موقع= (مساعدة)
4. ↑  "Hitachi développe un scanner biométrique veineux". https://www.lemondeinformatique.fr. 14 décembre 2014. مؤرشف من الأصل في 12 مايو 2021. {{استشهاد ويب}}: تحقق من التاريخ في: |تاريخ= (مساعدة) وروابط خارجية في |موقع= (مساعدة)
5. ↑  "Chez Amazon, on peut désormais payer avec la paume de la main". https://www.01net.com. 29/09/2020. مؤرشف من الأصل في 13 مايو 2021. {{استشهاد ويب}}: تحقق من التاريخ في: |تاريخ= (مساعدة) وروابط خارجية في |موقع= (مساعدة)
6. ↑  "Biowatch : la reconnaissance biométrique par les veines". https://www.techniques-ingenieur.fr. 25 novembre 2015. مؤرشف من الأصل في 14 مايو 2021. {{استشهاد ويب}}: تحقق من التاريخ في: |تاريخ= (مساعدة) وروابط خارجية في |موقع= (مساعدة)
7. 1 2  "Un système plus sûr pour vérifier l'identité biométrique". https://actu.epfl.ch. 05.04.17. مؤرشف من الأصل في 11 أبريل 2021. {{استشهاد ويب}}: تحقق من التاريخ في: |تاريخ= (مساعدة) وروابط خارجية في |موقع= (مساعدة)
8. ↑  "Biométrie : les systèmes de reconnaissance des veines peuvent être dupés avec une maquette en cire". https://www.lemonde.fr. 28 décembre 2018. مؤرشف من الأصل في 28 يناير 2022. {{استشهاد ويب}}: تحقق من التاريخ في: |تاريخ= (مساعدة) وروابط خارجية في |موقع= (مساعدة)
9. ↑  "EPFL, Global ID developing 3D finger vein recognition system". https://www.biometricupdate.com (بالإنجليزية). 6 Apr 2017. Archived from the original on 2021-08-30. {{استشهاد ويب}}: روابط خارجية في |موقع= (help)
10. ↑  "Global ID présente sa technologie d'identification à partir des veines du doigt". https://agefi.com. 17 mai 2019. مؤرشف من الأصل في 10 مايو 2021. {{استشهاد ويب}}: تحقق من التاريخ في: |تاريخ= (مساعدة) وروابط خارجية في |موقع= (مساعدة)
11. ↑  "La Suisse se place à la pointe de la biométrie". https://www.letemps.ch. 17 mai 2019. مؤرشف من الأصل في 13 مايو 2021. {{استشهاد ويب}}: تحقق من التاريخ في: |تاريخ= (مساعدة) وروابط خارجية في |موقع= (مساعدة)
12. ↑  "Un Avenir sans mot de Passe". https://www.europe1.fr. 17 septembre 2019. مؤرشف من الأصل في 12 مايو 2021. {{استشهاد ويب}}: تحقق من التاريخ في: |تاريخ= (مساعدة) وروابط خارجية في |موقع= (مساعدة)
13. ↑  "L'Idiap de Martigny développe un scanner de reconnaissance sans contact qui lit les veines de la main". https://www.lenouvelliste.ch. 6 avril 2020. مؤرشف من الأصل في 11 مايو 2021. {{استشهاد ويب}}: تحقق من التاريخ في: |تاريخ= (مساعدة) وروابط خارجية في |موقع= (مساعدة)
14. ↑  "Hygiène et cybersécurité, un enjeu clé pour les milieux hospitaliers". https://epfl-innovationpark.ch. 6 avril 2020. مؤرشف من الأصل في 11 مايو 2021. {{استشهاد ويب}}: تحقق من التاريخ في: |تاريخ= (مساعدة) وروابط خارجية في |موقع= (مساعدة)
15. ↑  "SANITARY AND CYBER PRECAUTIONS, A KEY CHALLENGE FOR HOSPITALS". https://www.idiap.ch (بالإنجليزية). Archived from the original on 2021-05-13. {{استشهاد ويب}}: روابط خارجية في |موقع= (help)
16. ↑  "Global ID and Idiap Research Institute to develop contactless vein biometric scanner for hospitals". https://www.biometricupdate.com. 6 avril 2020. مؤرشف من الأصل في 10 مايو 2021. {{استشهاد ويب}}: تحقق من التاريخ في: |تاريخ= (مساعدة) وروابط خارجية في |موقع= (مساعدة)
17. ↑  "La start-up Global ID et l'Institut de Recherche Idiap lancent le projet Candy". https://agefi.com. 06 avril 2020. مؤرشف من الأصل في 10 مايو 2021. {{استشهاد ويب}}: تحقق من التاريخ في: |تاريخ= (مساعدة) وروابط خارجية في |موقع= (مساعدة)
18. ↑  "La nouvelle vague biométrique". https://iatranshumanisme.com. 29 mai 2020. مؤرشف من الأصل في 11 مايو 2021. {{استشهاد ويب}}: تحقق من التاريخ في: |تاريخ= (مساعدة) وروابط خارجية في |موقع= (مساعدة)
19. ↑  "BioID: a Privacy-Friendly Identity Document". https://eprint.iacr.org (بالإنجليزية). 2 septembre 2019. Archived from the original on 10 أبريل 2021. {{استشهاد ويب}}: تحقق من التاريخ في: |تاريخ= (help) and روابط خارجية في |موقع= (help)
20. ↑  "BioLocker: A Practical Biometric Authentication Mechanism based on 3D Fingervein". https://eprint.iacr.org (بالإنجليزية). 18 avril 2020. Archived from the original on 12 أغسطس 2020. {{استشهاد ويب}}: تحقق من التاريخ في: |تاريخ= (help) and روابط خارجية في |موقع= (help)
21. ↑  "Biométrie : réseau veineux contre empreinte digitale". https://www.lesechos.fr/. 12 janv. 2009. مؤرشف من الأصل في 29 يناير 2022. {{استشهاد ويب}}: تحقق من التاريخ في: |تاريخ= (مساعدة) وروابط خارجية في |موقع= (مساعدة)
22. ↑  "Global ID 3D vein biometrics patent filing published in Hong". https://www.biometricupdate.com (بالإنجليزية). 13 avril 2021. Archived from the original on 3 يونيو 2021. {{استشهاد ويب}}: تحقق من التاريخ في: |تاريخ= (help) and روابط خارجية في |موقع= (help)
23. ↑  "Ethical biometric authentication". https://multifactor-authentication-europe.enterprisesecuritymag.com (بالإنجليزية). 2021. Archived from the original on 2021-05-13. {{استشهاد ويب}}: روابط خارجية في |موقع= (help)
24. ↑  "St. Galler Polizei führt Venen-Scanner ein". https://www.tagesanzeiger.ch (بالألمانية). 29 novembre 2018. Archived from the original on 11 مايو 2021. {{استشهاد ويب}}: تحقق من التاريخ في: |تاريخ= (help) and روابط خارجية في |موقع= (help)
25. ↑  "L'Hôpital du Jura teste l'identification par reconnaissance des veines des doigts". https://www.ictjournal.ch. 06.05.2019. مؤرشف من الأصل في 11 مايو 2021. {{استشهاد ويب}}: تحقق من التاريخ في: |تاريخ= (مساعدة) وروابط خارجية في |موقع= (مساعدة)
26. ↑  "L'H-JU renforce la sécurité des données avec une nouvelle technologie". https://www.rfj.ch/. 20.06.2019. مؤرشف من الأصل في 14 مايو 2021. {{استشهاد ويب}}: تحقق من التاريخ في: |تاريخ= (مساعدة) وروابط خارجية في |موقع= (مساعدة)
27. ↑  "L'H-JU est à un doigt de l'identification du futur". https://www.canalalpha.ch. 3 juillet 2019. مؤرشف من الأصل في 11 مايو 2021. {{استشهاد ويب}}: تحقق من التاريخ في: |تاريخ= (مساعدة) وروابط خارجية في |موقع= (مساعدة)
28. ↑  "Amazon is bringing palm-scanning payment system to Whole Foods stores". https://www.cnbc.com (بالإنجليزية). 21 avril 2021. Archived from the original on 12 مايو 2021. {{استشهاد ويب}}: تحقق من التاريخ في: |تاريخ= (help) and روابط خارجية في |موقع= (help)

## مقالات ذات صلة
- لامبرت سونا مومو

## رابط خارجي
إيدياب